# Hornby Castle (Lancashire)
Hornby Castle er et country house, der bygger videre på en middelalderborg fra 1200-tallet, der står øst for landsbyen Hornby i Lune-dalen, Lancashire, England. Den ligger med udsigt til landsbyen på en bugtning på floden Wenning.
Horby Castle er på National Heritage List for England som listed building af første grad.